# Tipularia josephi
Tipularia josephi là một loài thực vật có hoa trong họ Lan. Loài này được Rchb.f. ex Lindl. miêu tả khoa học đầu tiên năm 1857.